# Línea 62 (Maldonado)
La línea 62 es una línea de transporte del departamento de Maldonado, Uruguay. Une Maldonado con la localidad de La Capuera, pasando por Pinares.

## Horarios
Desde Capuera hasta Maldonado (y viceversa) se dan un total de quince salidas diarias, incluyendo sábados, domingos y feriados (salvo previo aviso). Todas cuentan con una duración aproximada de media hora hacia el destino, y veinte minutos hasta la parada de Solanas.
La primera salida se da a las 6 y media de la mañana, mientras que la última lo hace a las 20:30, estimando que llega a las 21:00.